# Pseudomyrmex mandibularis
Pseudomyrmex mandibularis é uma espécie de formiga do género Pseudomyrmex, subfamilia Pseudomyrmecinae.

## História
Esta espécie foi descrita cientificamente por Spinola em 1851.